# Corny Ostermann
Corny Ostermann (* 18. September 1911 in Linden (heute zu Hannover gehörend) als Cornelius Andreas Oostermann; † im Zweiten Weltkrieg vermisst und 1949 für tot erklärt) war ein deutscher Jazz- und Unterhaltungsmusiker (Schlagzeuger und Orchesterleiter).
Ostermann leitete Anfang der 1930er Jahre ein Quartett, das in den nächsten Jahren zum Tentett erweitert wurde. Bis 1940 spielte Ostermann mit seiner Gruppe in Berliner Tanzlokalen; noch bis 1943 existierte das Orchester als Studioband. Ostermann nahm mit seinem Elite-Tanzorchester zahlreiche Schallplatten für die Label Kristall und Imperial auf, wie „Das Fräulein Gerda“ von Helmuth Wernicke (Gesang: Rudi Schuricke). Nach seiner Einberufung in die Wehrmacht übernahm die Leitung des Orchesters Helmut Gardens.

## Lexikalische Einträge
- Jürgen Wölfer: Jazz in Deutschland. Das Lexikon. Alle Musiker und Plattenfirmen von 1920 bis heute. Hannibal, Höfen 2008, ISBN 978-3-85445-274-4.

## Diskographischer Hinweis
- Corny Ostermann. Originalaufnahmen 1938 bis 1943, Die goldene Ära deutscher Tanzorchester, Jube (Bear Family Records) 2000